# 5896 Narrenschiff
Az 5896 Narrenschiff (ideiglenes jelöléssel 1982 VV10) a Naprendszer kisbolygóövében található aszteroida. Ljudmila Georgijevna Karacskina fedezte fel 1982. november 12-én.